# Movimento Never Trump
O movimento Never Trump (também conhecido como #NeverTrump, Stop Trump, anti-Trump ou Dump Trump) é um movimento político conservador que se opõe ao Trumpismo e ao ex-presidente dos Estados Unidos Donald Trump. Em geral, defende o retorno a um Partido Republicano mais alinhado com normas internacionais, regras estabelecidas e uma orientação ideológica conservadora. O nome do movimento reflete a improbabilidade de seus adeptos serem convencidos a votar em Trump nas eleições gerais de 2016.
O movimento é composto, em grande parte, por republicanos e conservadores de longa data, incluindo doadores, consultores, operadores políticos, escritores, comentaristas e detentores de cargos públicos republicanos. Muitos dos últimos, no entanto, abandonaram a causa e visitaram a residência de Trump em Mar-a-Lago para "prestar reverência" ou "se submeterem", uma vez que o apoio popular a Trump permaneceu sólido, sua consolidação no Partido Republicano se completou, seu desejo de vingança se tornou evidente e os temores de críticos — como desastres econômicos ou uma derrota esmagadora do Partido Republicano — não se concretizaram.
O movimento surgiu como um esforço de um grupo de republicanos (conhecidos como Republicanos Never Trump [en]) e outros conservadores proeminentes para impedir que Trump obtivesse a nomeação presidencial republicana em 2016 e, após sua nomeação, vencesse as eleições presidenciais de 2016. Após sua vitória, os membros remanescentes trabalharam para impedir sua reeleição em 2020 e, posteriormente, em 2024.
Com a segunda vitória de Trump nas eleições presidenciais de 2024, o jornal New York Times descreveu os dissidentes no Partido Republicano como tendo sido "forçados à aposentadoria, derrotados em primárias ou silenciados".
No início de sua existência, o movimento foi comparado aos Mugwumps [en], republicanos que, na eleição presidencial de 1884, recusaram apoiar o candidato do partido, James G. Blaine, e optaram por apoiar o democrata Grover Cleveland. O próprio Trump condenou o movimento, classificando-o como "mais perigoso para nosso país do que os democratas que nada fazem" e seus apoiadores como "escória humana!".

## Críticas
Uma resenha de livro publicada em 2020 na revista National Review, escrita por Dan McLaughlin, elencou os fatores que motivaram os conservadores opositores de Trump:
- Caráter: 
  - Um "longo histórico de traição a todos que confiaram nele";
  - "Sua retórica que legitimou muitas das piores falsidades ditas por anos pelos críticos do conservadorismo";

- Falta de qualificações ou conhecimento;
- Ausência de qualquer histórico de apoio a ideias ou causas conservadoras.[3]

Em fins de 2024, outra lista, escrita por Ashley Pratte Oates, destacou os motivos que levaram alguns conservadores a se oporem a Trump, incluindo:
Suas condenações por 34 acusações criminais e evidências esmagadoras de que incitou a violência contra o Capitólio em 6 de janeiro de 2021 e reteve documentos confidenciais ilegalmente; sua retórica racista, sexista e divisiva; sua proximidade com ditadores; seus ataques à nossa Constituição, que ele chegou a propor suspender quando não lhe convinha.

## História
Além das vitórias eleitorais de Trump, os reveses para seus opositores incluíram o apoio popular republicano aos insurrecionistas de 6 de janeiro de 2021 e a desistência de Nikki Haley da campanha presidencial no início de 2024.

### Eleição de 2016
Trump anunciou sua candidatura às primárias republicanas em 16 de junho de 2015, em um momento em que os governadores Jeb Bush e Scott Walker e o senador Marco Rubio eram considerados os principais favoritos. Trump era visto como um candidato improvável para vencer a nomeação, mas seu grande destaque na mídia lhe proporcionou uma plataforma para divulgar sua mensagem e participar dos debates republicanos. Ao final de 2015, Trump liderava as pesquisas nacionais entre os candidatos republicanos. Nesse momento, alguns republicanos, como o ex-assessor de Mitt Romney, Alex Castellanos [en], defenderam uma "ofensiva de anúncios negativos" contra Trump, enquanto outro ex-assessor de Romney fundou o Our Principles PAC para atacar Trump.
Após Trump vencer as primárias de New Hampshire e Carolina do Sul, muitos líderes republicanos pediram que o partido se unisse em torno de um único candidato para impedir a nomeação de Trump. O movimento Never Trump ganhou força após as vitórias de Trump nas primárias da Superterça em 15 de março de 2016, incluindo sua vitória sobre Rubio na Flórida.

#### Reunião de Erickson
Em 17 de março de 2016, conservadores contrários a Trump reuniram-se no Clube do Exército e da Marinha em Washington, D.C., para discutir estratégias destinadas a impedir que Trump obtivesse a nomeação presidencial na Convenção Nacional Republicana em julho. Entre as estratégias discutidas estavam uma "chapa de unidade", a possibilidade de um candidato de terceiro partido e uma convenção disputada, especialmente se Trump não conseguisse os 1.237 delegados necessários para garantir a nomeação.
A reunião foi organizada por Erick Erickson [en], Bill Wichterman e Bob Fischer, com a participação de cerca de duas dúzias de pessoas. Chegou-se a um consenso de que a nomeação de Trump poderia ser evitada, e esforços seriam feitos para buscar uma chapa de unidade, possivelmente composta por Cruz e o governador de Ohio John Kasich.

#### Sucesso de Trump nas primárias de 2016
Os candidatos não se uniram, e Trump continuou vencendo primárias. Após o senador Ted Cruz abandonar a disputa depois da vitória de Trump na primária de Indiana em 3 de maio de 2016, Trump tornou-se o candidato presuntivo. Apesar disso, a oposição interna a Trump persistiu enquanto o processo se voltava para a eleição geral.
Após tentativas fracassadas de alguns delegados na Convenção Nacional Republicana para bloquear sua nomeação, Trump foi oficializado como o candidato do Partido Republicano à presidência em 18 de julho de 2016. Alguns membros do movimento Never Trump apoiaram outros candidatos na eleição geral, como a nomeada do Partido Democrata, Hillary Clinton, o nomeado do Partido Libertário, Gary Johnson, o conservador independente Evan McMullin e o nomeado do Partido da Solidariedade Americana, Mike Maturen.

### Esforços para impedir sua nomeação

#### Por organizações políticas
O Our Principles PAC e o Club for Growth [en] estiveram envolvidos em tentativas de impedir a nomeação de Trump. O Our Principles PAC gastou mais de 13 milhões de dólares em propagandas atacando Trump. O Club for Growth investiu 11 milhões de dólares na tentativa de evitar que Trump se tornasse o candidato do Partido Republicano.

#### Por delegados republicanos
Em junho de 2016, os ativistas Eric O'Keefe [en] e Dane Waters formaram o grupo Delegates Unbound, descrito pela CNN como "um esforço para convencer os delegados de que eles têm a autoridade e a capacidade de votar em quem desejarem". O esforço incluiu a publicação de um livro intitulado Unbound: The Conscience of a Republican Delegate, escrito pelos delegados republicanos Curly Haugland e Sean Parnell. O livro argumenta que "os delegados não são obrigados a votar em nenhum candidato específico com base nos resultados das primárias e caucuses, nas regras dos partidos estaduais ou mesmo nas leis estaduais".
Os delegados republicanos Kendal Unruh e Steve Lonegan [en] lideraram um esforço para alterar as regras da convenção, propondo a inclusão de uma "cláusula de consciência" que permitiria aos delegados vinculados a Trump votar contra ele, mesmo na primeira votação da convenção de julho. Unruh descreveu o esforço como um "movimento 'Qualquer um menos Trump'". A iniciativa começou com uma teleconferência em 16 de junho, envolvendo "pelo menos 30 delegados de 15 estados". Coordenadores regionais foram recrutados em Arizona, Iowa, Louisiana, Washington e outros estados.
Até 19 de junho, centenas de delegados da Convenção Nacional Republicana, autodenominados Free the Delegates, começaram a arrecadar fundos e recrutar membros para apoiar a mudança nas regras da convenção, permitindo que os delegados votassem livremente, independentemente dos resultados das primárias e caucuses estaduais. Unruh, membro do Comitê de Regras da convenção e uma das fundadoras do grupo, planejava propor a adição da "cláusula de consciência" às regras, desvinculando os delegados comprometidos. Ela precisava do apoio de 56 outros membros do painel de 112 integrantes, que determina como os republicanos selecionam seu candidato em Cleveland. No entanto, o Comitê de Regras votou por 87 a 12 para adotar regras que obrigavam os delegados a votar de acordo com os resultados das primárias e caucuses estaduais.

#### Por indivíduos

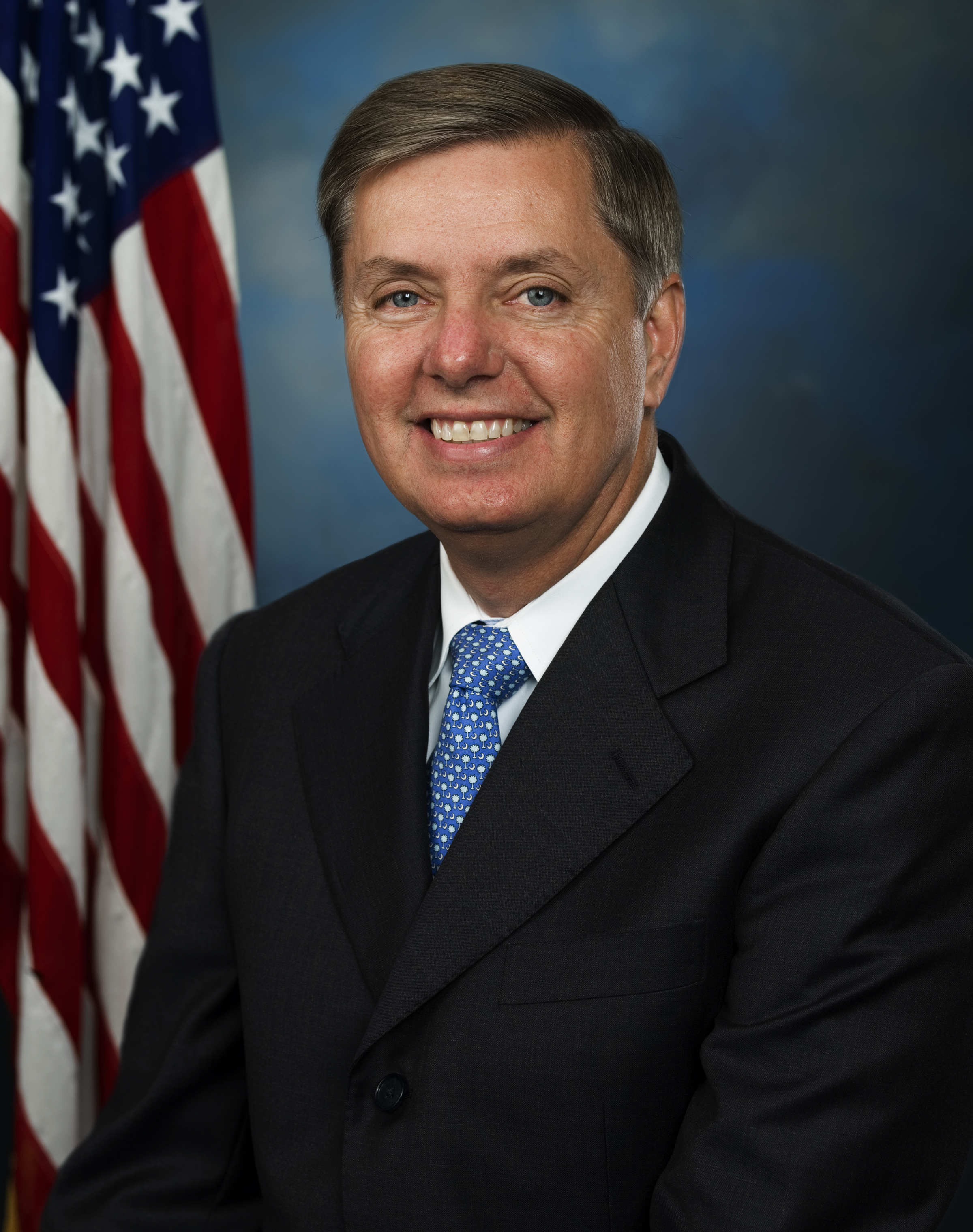
Lindsey Graham, republicano e candidato presidencial em 2016, foi um crítico declarado da candidatura de Donald Trump em 2016 e expressou publicamente sua oposição, questionando o conservadorismo de Trump e sua identidade como republicano. Durante a presidência de Trump, no entanto, Graham tornou-se um de seus principais apoiadores no Senado.

Em um almoço em fevereiro de 2016 com governadores e doadores republicanos, Karl Rove discutiu o risco de Trump garantir a nomeação republicana até julho, destacando que ainda havia pouco tempo para impedi-lo.

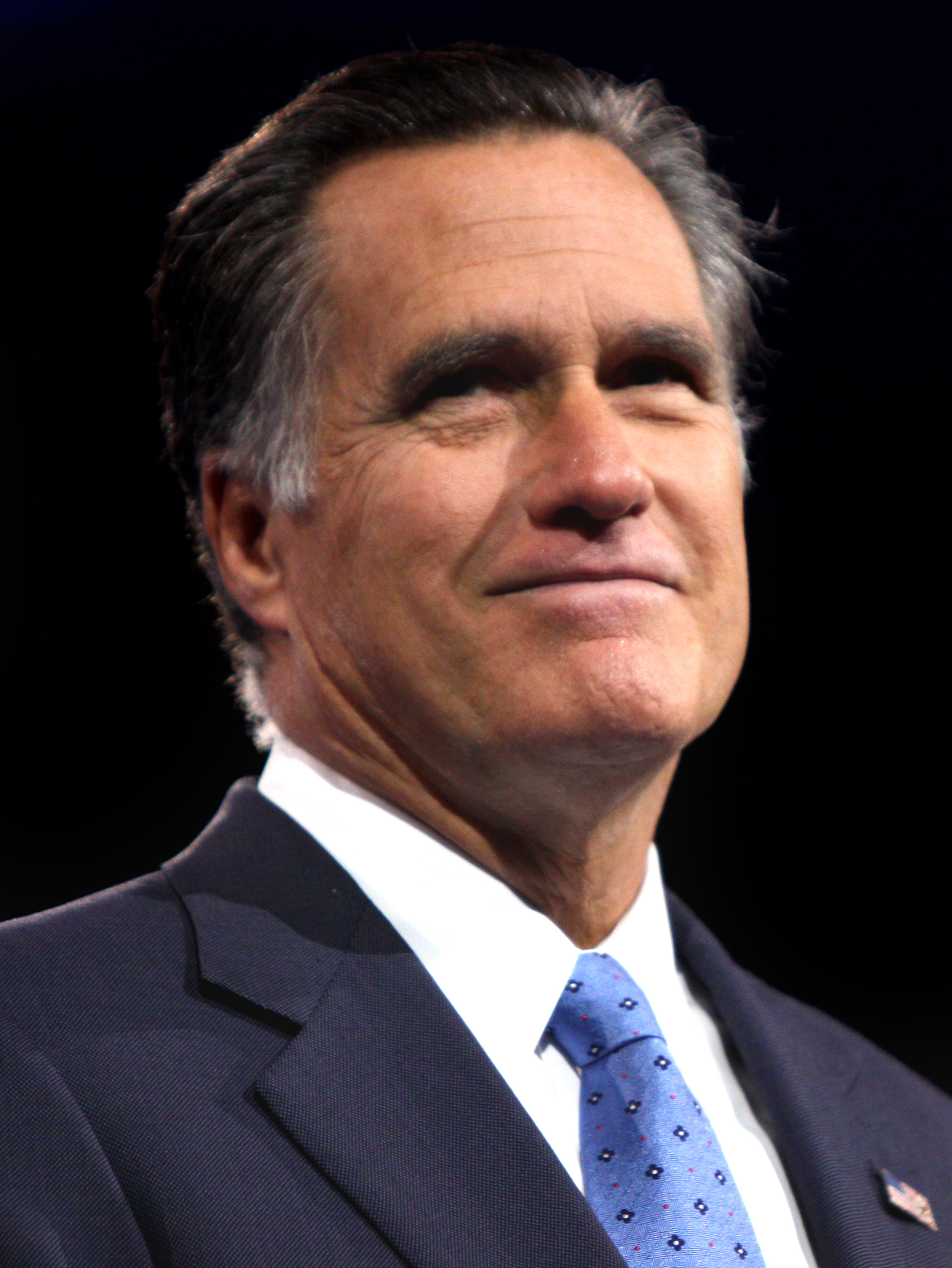
Mitt Romney foi um dos principais líderes entre os republicanos anti-Trump até a vitória de Trump na eleição de 2016.

 No início de março de 2016, Romney, o candidato presidencial republicano de 2012 [en], instruiu alguns de seus assessores a buscarem maneiras de impedir Trump de obter a nomeação na Convenção Nacional Republicana (RNC). Romney também fez um discurso importante [en], incentivando os eleitores a votarem no candidato republicano com maior probabilidade de impedir Trump de conquistar delegados nas primárias estaduais. Algumas semanas depois, Romney anunciou que votaria em Ted Cruz nas primárias de Utah. Em sua página no Facebook, ele escreveu: "Hoje, há um confronto entre o Trumpismo e o republicanismo. Pelas declarações calculadas de seu líder, o Trumpismo tornou-se associado a racismo, misoginia, intolerância, xenofobia, vulgaridade e, mais recentemente, ameaças e violência. Repudio cada um desses aspectos". Apesar disso, Romney afirmou inicialmente que apoiaria o candidato republicano, embora não acreditasse que seria Trump.
O senador Lindsey Graham passou de uma posição de oposição a Ted Cruz e Trump para apoiar Cruz como uma alternativa melhor a Trump. Sobre Trump, Graham declarou: "Não acho que ele seja republicano, não acho que seja conservador, acho que sua campanha é baseada em xenofobia, incitação racial e fanatismo religioso. Acredito que ele seria um desastre para nosso partido, e embora o senador Cruz não seja minha primeira escolha, ele é um conservador republicano que eu poderia apoiar". Após Trump se tornar o candidato presuntivo em maio, Graham anunciou que não o apoiaria na eleição geral, afirmando: "Não posso, em sã consciência, apoiar Donald Trump porque não acredito que ele seja um conservador republicano confiável, nem demonstrou o julgamento e o temperamento para servir como Comandante em Chefe". Durante a presidência de Trump, no entanto, Graham tornou-se um de seus mais fervorosos apoiadores no Senado.
Em outubro de 2016, alguns indivíduos criaram aplicativos móveis e sites de troca de votos de terceiros partidos para ajudar a impedir Trump. Por exemplo, um californiano que apoiava Clinton votaria em Jill Stein em troca de um apoiador de Stein em um estado-pêndulo votar em Clinton. A Corte de Apelações do Nono Circuito [en] estabeleceu, no caso Porter v. Bowen de 2007, que a troca de votos é um direito garantido pela Primeira Emenda.
Os ex-presidentes republicanos George H. W. Bush e George W. Bush recusaram-se a apoiar Trump na eleição geral, com relatos de que o Bush pai votou na rival de Trump, Hillary Clinton.

#### Reações ao movimento nas eleições primárias
As reações ao movimento Never Trump foram variadas, com outros republicanos proeminentes expressando apoio à tentativa de impedir que Trump recebesse a nomeação republicana. Após sua retirada como candidato presidencial, o senador Marco Rubio expressou esperança de que a nomeação de Trump pudesse ser evitada, afirmando que ela "fragmentaria o partido e seria prejudicial ao movimento conservador".
O presidente do Comitê Nacional Republicano, Reince Priebus, minimizou o impacto potencial dos esforços de Mitt Romney para bloquear Trump na convenção. Sam Clovis [en], co-presidente nacional da campanha de Trump, disse que deixaria o Partido Republicano se ele "entrasse na convenção e manipulasse as regras para tirar a vontade do povo". Ned Ryun [en], fundador do grupo conservador American Majority [en], expressou preocupação com uma convenção disputada caso Trump tivesse a maioria dos delegados, mas não alcançasse os 1.237 necessários para garantir a nomeação. Ryun especulou que uma convenção disputada levaria Trump a concorrer como candidato de terceiro partido, tornando improvável uma vitória republicana na eleição geral de novembro, além de "destruir o partido, pelo menos no curto prazo".
O governador de Nova Jersey [en], Chris Christie, expressou a opinião de que os esforços para deter Trump acabariam falhando. Pouco após seu apoio a Trump, ele criticou aqueles que condenaram sua decisão, incluindo o movimento Never Trump, dizendo que seus críticos ainda não haviam apoiado nenhum dos candidatos republicanos restantes. "Acho que, se você é uma figura pública, tem a obrigação de se pronunciar e ser 'a favor' de algo, não apenas 'contra' algo. [...] Quando as pessoas do movimento 'Never Trump' decidirem ser a favor de algo, então as pessoas poderão avaliar [...] se quiserem apoiar um dos candidatos restantes, façam o que eu fiz: apoiem um dos candidatos restantes."
Trump declarou que, se fosse privado da nomeação por não alcançar os 1.237 delegados necessários, haveria "problemas como nunca vistos antes. Acho que coisas ruins aconteceriam" e "você teria tumultos". Trump já havia sugerido anteriormente que poderia concorrer como candidato independente se não conseguisse a nomeação republicana.
Roger Stone, consultor político que atuou como conselheiro na campanha presidencial de Trump em 2016 e permaneceu como um "confidente" de Trump, organizou um grupo chamado Stop the Steal e ameaçou "dias de fúria" se os líderes do Partido Republicano tentassem negar a nomeação a Trump na Convenção Nacional Republicana em Cleveland. Stone também ameaçou divulgar publicamente os números dos quartos de hotel dos delegados que se opusessem a Trump.

### Oposição na eleição geral de 2016
Trump foi amplamente descrito como o candidato presuntivo republicano após a primária de Indiana em 3 de maio, apesar da oposição contínua de grupos como o Our Principles PAC. Muitos líderes republicanos endossaram Trump após ele se tornar o candidato presuntivo, mas outros republicanos buscaram maneiras de derrotá-lo na eleição geral. Uma estratégia potencial envolvia um candidato independente conquistar votos suficientes no Colégio Eleitoral para impedir que qualquer candidato dos grandes partidos obtivesse a maioria, enviando os três candidatos com mais votos eleitorais para a Câmara dos Representantes, conforme os procedimentos estabelecidos pela Décima Segunda Emenda.
Membros do movimento Never Trump, como Mitt Romney, Erick Erickson, William Kristol [en], Mike Murphy [en], Stuart Stevens [en] e Rick Wilson [en], exploraram a possibilidade de uma candidatura independente por um republicano não alinhado a Trump. Candidatos potenciais incluíam o senador Ben Sasse, o governador John Kasich, o senador Tom Coburn, o deputado Justin Amash, o senador Rand Paul, o general aposentado do Corpo de Fuzileiros Navais James Mattis, a advogada Kelly A. Hyman, o general aposentado do Exército Stanley McChrystal [en], a ex-secretária de Estado Condoleezza Rice, o empresário Mark Cuban e o candidato republicano de 2012 Mitt Romney. No entanto, muitos desses candidatos rejeitaram a possibilidade de uma candidatura independente, apontando dificuldades como acesso à cédula [en] e o potencial de ajudar o candidato democrata a vencer a presidência. A campanha [en] de Gary Johnson no Partido Libertário também atraiu atenção.
William Kristol, editor do The Weekly Standard [en], promoveu o escritor da National Review David A. French, do Tennessee, como um possível candidato. No entanto, French optou por não concorrer. Em 8 de agosto, Evan McMullin, um republicano conservador, anunciou que concorreria como candidato independente à presidência com o apoio do movimento Never Trump. McMullin recebeu o apoio do Better for America [en] (um grupo Never Trump) e foi respaldado pelo ex-CEO da Americans Elect [en], Kahlil Byrd, e pelo advogado de financiamento de campanhas republicanas Chris Ashby.
Alguns republicanos anti-Trump declararam que votariam em Hillary Clinton na eleição geral. No final de maio, Craig Snyder, ex-funcionário republicano, lançou o Republicans for Hillary PAC, com o objetivo de "convencer republicanos a escolherem Hillary Clinton em vez de [...] Donald Trump em novembro". Esforços populares, como Republicans for Clinton in 2016, ou R4C16, e Holding Our Noses For Hillary também se juntaram à tentativa de derrotar Trump.
Em 3 de maio de 2016, um dos maiores grupos anti-Trump, o Never Trump PAC, circulou uma petição para coletar assinaturas de conservadores contrários a votar em Trump na eleição presidencial de 2016.

#### Impacto da eleição de 2016
Embora a campanha de Trump tenha gerado uma quantidade significativa de críticas, Trump recebeu 88% dos votos republicanos, enquanto Clinton obteve 89% dos votos democratas.

#### Colégio Eleitoral de 2016
Após a vitória de Trump na eleição, dois eleitores do Colégio Eleitoral iniciaram um esforço para convencer outros eleitores designados para Trump a votarem contra ele.
Em 11 de dezembro, Jim Himes, membro democrata da Câmara dos Representantes, escreveu no Twitter que o Colégio Eleitoral não deveria eleger Trump: "Estamos a 5 semanas da posse e o presidente eleito está completamente desequilibrado. O Colégio Eleitoral deve fazer o que foi projetado para fazer". Em uma entrevista em 12 de dezembro no programa New Day da CNN, Himes disse estar preocupado com várias ações do presidente eleito. O fator que o "levou ao limite" foi a crítica de Trump à CIA e à comunidade de inteligência. O congressista admitiu que Trump venceu "de forma justa", mas afirmou que ele demonstrou ser inadequado para o cargo público. Ele citou as intenções por trás da criação do Colégio Eleitoral e argumentou que ele foi concebido para casos como a eleição de Trump.
No final, os esforços para persuadir mais eleitores a votarem contra Trump falharam, e Trump conquistou 304 eleitores em 19 de dezembro. A vantagem eleitoral de Trump sobre Clinton até aumentou, pois um número maior de eleitores desertou dela: Trump recebeu 304 dos seus 306 eleitores prometidos, enquanto Clinton obteve 227 dos seus 232.

### Desenvolvimentos após a eleição de 2016
Em um artigo da National Review intitulado "Never Trump Nevermore", Jonah Goldberg afirmou:
Vou analisar as coisas como as vejo e esperar para ver se estava errado sobre Trump. [...] O ponto é: o Never Trump acabou. O Never Trump era sobre as primárias republicanas e a eleição geral, não sobre a presidência. A esquerda quer afirmar que deve ser um movimento permanente, negando para sempre a legitimidade da eleição de Trump, ou que nunca fomos sérios. Bem, não foi isso que nós — ou pelo menos eu — assinamos. [...] Vou dizer novamente: vou analisar as coisas como as vejo e esperar para ver se estava errado sobre Trump. Até agora, disse que a maioria das escolhas para o gabinete foram uma surpresa agradável e bem-vinda. Mas ele também fez muitas coisas que me fazem sentir que o conhecia bem desde o início. Só temos um presidente por vez — e o cara ainda nem é presidente. Vou dar uma chance a ele. Mas também não vou mentir por ele.

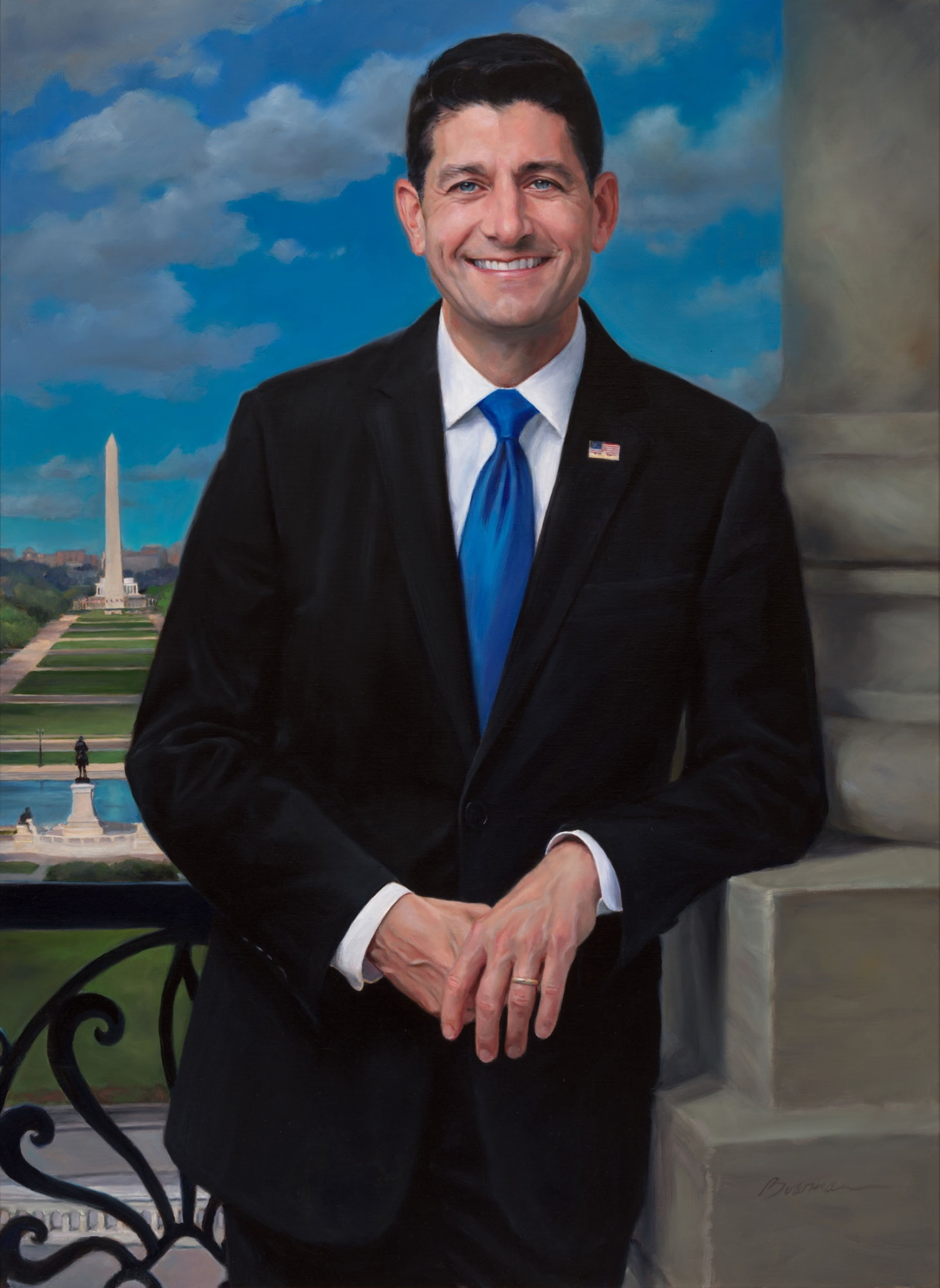
O republicano e ex-presidente da Câmara dos Representantes dos EUA Paul Ryan declarou sua oposição a Trump em 2023.

 Após a eleição, outros republicanos que resistiram à candidatura de Trump, como o senador da Carolina do Sul Lindsey Graham, declararam apoio à sua presidência. Até fevereiro de 2018, a aprovação do desempenho de Trump entre os autodeclarados republicanos estava em torno de 90%.

#### Impeachment
Em 2019, surgiram detalhes sobre os esforços de Trump para pressionar o governo ucraniano a investigar a família Biden, com o objetivo de ajudar sua campanha de reeleição. Os democratas iniciaram uma investigação de impeachment contra Donald Trump [en], mas, em um "golpe final" para alguns membros do movimento Never Trump, os republicanos permaneceram indiferentes às evidências e "em grande parte apoiaram" Trump, levando muitos participantes do grupo Never Trump a migrarem para o Partido Democrata. Trump reagiu caracterizando publicamente as testemunhas do inquérito como membros do grupo Never Trump, em uma tentativa de descredibilizá-las.
Em declarações sem fundamento, ele acusou especificamente o embaixador na Ucrânia William Taylor [en], o oficial do Conselho de Segurança Nacional, tenente-coronel Alexander Vindman [en], o subsecretário adjunto de Estado para Assuntos Europeus e Eurasianos George Kent [en], e a funcionária do Departamento de Estado Jennifer Williams [en] de participarem do grupo Never Trump. Quando questionados por representantes democratas da Câmara durante as audiências públicas de impeachment, Taylor, Vindman, Kent, e Williams, assim como a ex-embaixadora Marie Yovanovitch [en], negaram fazer parte do grupo Never Trump.
Em 23 de outubro de 2019, Trump tuitou: "Os republicanos do Never Trump, embora estejam em respiradores com poucos restantes, são, de certa forma, piores e mais perigosos para nosso país do que os democratas que não fazem nada. Cuidado com eles, são escória humana!"

### Eleição de 2020
Após a eleição de Trump em novembro de 2016, alguns membros do movimento Never Trump redirecionaram seus esforços para derrotar Trump em 2020. Em 2019, Kelly A. Hyman publicou o livro Top Ten Reasons to Dump Trump in 2020. Também em 2019, o ex-juiz da Suprema Corte da Carolina do Norte Robert F. Orr cofundou o National Republicans, que apoia as visões de Ronald Reagan e George H. W. Bush.
Evan McMullin, que concorreu à presidência em 2016, fundou o grupo Republicans for a New President, que realizou a Convenção sobre Princípios Fundadores simultaneamente à Convenção Nacional Republicana de 2020 [en]. O evento alternativo, que contou com membros principais dos Republicans for the Rule of Law e do The Lincoln Project [en], foi majoritariamente um evento virtual devido à pandemia de COVID-19.
Diversos analistas, jornalistas e políticos especularam que o presidente Donald Trump poderia enfrentar um desafiante republicano significativo nas primárias de 2020 devido à sua impopularidade histórica nas pesquisas, sua associação com alegações de interferência russa nas eleições de 2016, seu impeachment e seu apoio a políticas impopulares.
Na cultura popular, adesivos de para-choque e placas de quintal [en] expressavam mensagens como "Qualquer um, menos Trump" e "Qualquer adulto funcional".
Após retornar ao Partido Republicano em janeiro de 2019, o ex-governador republicano de Massachusetts e candidato a vice-presidente libertário em 2016 Bill Weld [en] anunciou a formação de um comitê exploratório para a candidatura presidencial de 2020 em 15 de fevereiro de 2019. Weld anunciou oficialmente sua candidatura presidencial em 15 de abril de 2019. Weld era considerado um candidato improvável devido à popularidade de Trump entre os republicanos; além disso, suas posições sobre direitos ao aborto, casamento gay, legalização da maconha e outras questões conflitavam com as posições socialmente conservadoras dominantes no Partido Republicano moderno. Weld desistiu da disputa em 18 de março de 2020, após Trump conquistar delegados suficientes para garantir a nomeação.
O ex-representante dos EUA Joe Walsh [en] foi um forte apoiador de Trump em 2016, mas gradualmente se tornou crítico do presidente. Em 25 de agosto de 2019, Walsh declarou oficialmente sua candidatura [en] contra Trump, chamando-o de "charlatão inadequado". Ele encerrou sua campanha em 7 de fevereiro de 2020, após um desempenho fraco nas primárias de Iowa. Walsh chamou o Partido Republicano de "culto" e disse que provavelmente apoiaria o candidato democrata na eleição geral, independentemente de quem fosse. Segundo Walsh, os apoiadores de Trump haviam se tornado "seguidores" que acreditavam que Trump "não pode errar", após absorverem desinformação da mídia conservadora. Ele afirmou: "Eles não sabem o que é a verdade e — mais importante — não se importam."
O ex-governador da Carolina do Sul e ex-representante dos EUA Mark Sanford anunciou oficialmente sua candidatura em 8 de setembro, mas suspendeu sua campanha dois meses depois, em 12 de novembro de 2019, após não conseguir atrair atenção significativa dos eleitores.
Trump venceu todas as primárias com ampla margem e garantiu a nomeação pouco após o término das primárias da Super Terça. Embora os resultados nunca tenham estado em dúvida, as primárias não foram isentas de controvérsias. Vários estados adiaram suas primárias ou caucus devido à pandemia de COVID-19, enquanto outros prosseguiram com votação presencial, enquanto as alegações de Trump sobre fraudes relacionadas ao voto por correio desencorajaram a expansão e promoção desse tipo de votação.

### Eleição de 2024
Apesar do ataque ao Capitólio em 6 de janeiro, a revogação de Roe v. Wade, os dois impeachments de Trump, sua condenação por crime e o fraco desempenho republicano nas eleições de meio de mandato de 2022, os membros do grupo Never Trump agora viam que não havia espaço para eles no Partido Republicano no futuro próximo. O The New York Times descreveu Trump como tendo completado uma "tomada hostil" do Partido Republicano, enfrentando resistência tímida de representantes e senadores por medo de desafiantes apoiados por Trump nas primárias. O jornal afirmou que os dissidentes de Trump "foram forçados à aposentadoria, derrotados nas primárias ou silenciados". O FiveThirtyEight descreveu a facção como "cada vez mais envolvida" no Partido Democrata, onde eles incentivam o apoio a candidatos moderados.

## Never Trumpers
O movimento não era "um grupo ou facção única e coesa", mas sim uma "coalizão de conveniência", composta por pessoas com diferentes prioridades políticas. Alguns se opuseram a Trump nas primárias de 2016, mas o apoiaram ou pelo menos não se opuseram a ele na eleição geral; outros se opuseram a ele na eleição geral, mas abandonaram a oposição quando ele venceu e se tornou presidente. Aqueles no campo da segurança nacional eram mais propensos a permanecer opositores do que políticos eleitos, profissionais do direito (Trump nomeou muitos juízes conservadores) ou figuras da mídia de direita (onde se opor ao candidato presidencial republicano contra um democrata era semelhante a um apresentador esportivo criticar o time local).

### Mitt Romney
Mitt Romney, o candidato presidencial republicano em 2012, foi um dos principais líderes entre os republicanos anti-Trump até 9 de novembro de 2016, quando Donald Trump venceu a eleição. Romney reafirmou sua posição anti-Trump em 2020 e 2021, quando se opôs fortemente às tentativas de Trump de anular a eleição presidencial de 2020 [en] e por Trump ter incitado o ataque ao Capitólio dos EUA em 6 de janeiro em janeiro de 2021.

### Liz Cheney

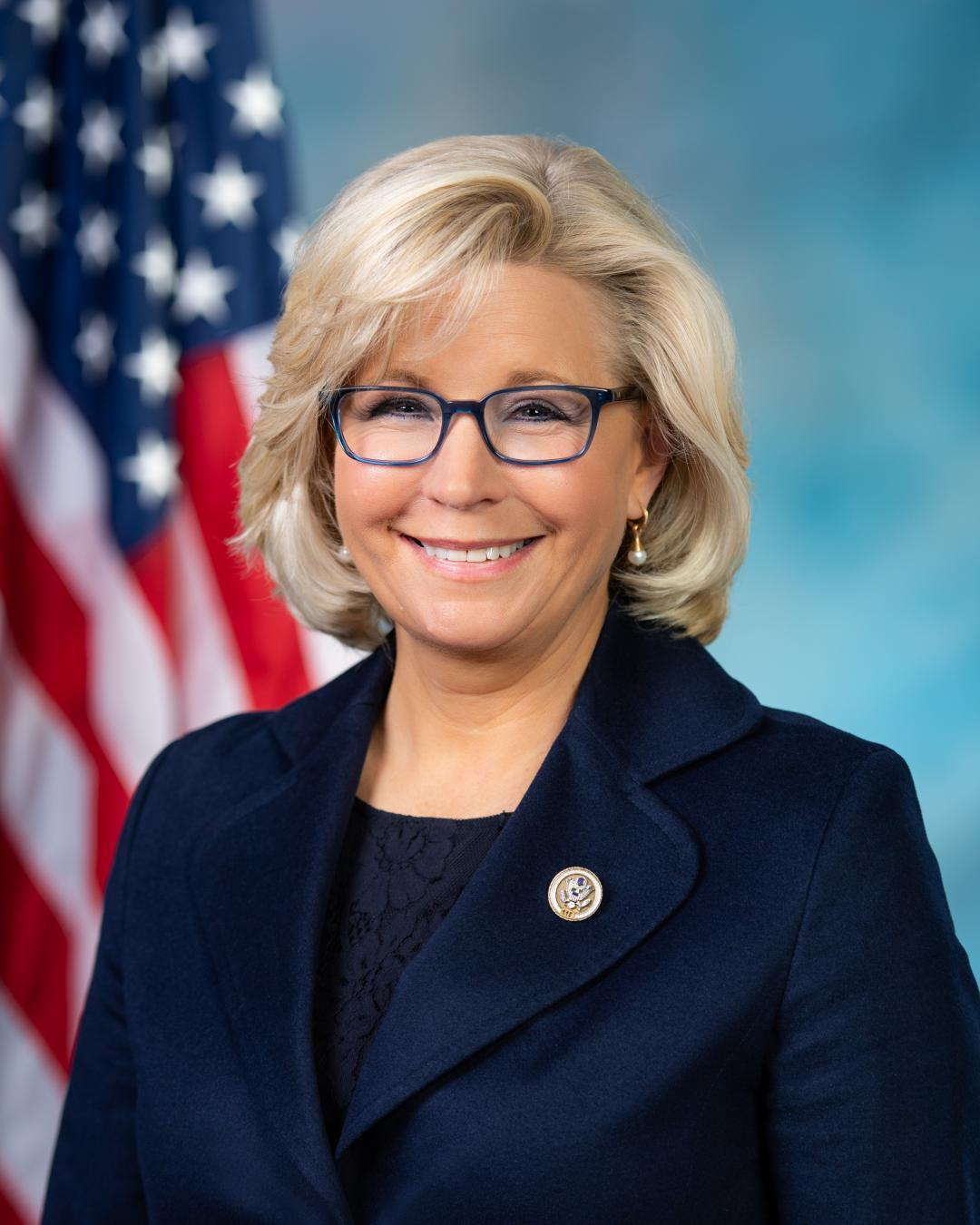
Liz Cheney, uma crítica republicana declarada de Donald Trump

Liz Cheney é conhecida por sua oposição vocal ao ex-presidente Donald Trump.
Cheney apoiou o segundo impeachment de Donald Trump após o ataque ao Capitólio dos EUA em 2021. Após seu voto pelo impeachment e críticas a Donald Trump, membros pró-Trump da Conferência Republicana da Câmara tentaram removê-la da liderança do partido. Em uma segunda tentativa, desta vez com o apoio do líder da minoria na Câmara, Kevin McCarthy, Cheney foi removida de sua posição em maio de 2021. Em julho de 2021, a presidente da Câmara Nancy Pelosi nomeou Cheney para o Comitê Seleto da Câmara sobre o Ataque de 6 de Janeiro [en]. Dois meses depois, ela foi nomeada vice-presidente do comitê. Como consequência de sua participação no comitê, sua filiação ao Partido Republicano de Wyoming foi revogada em novembro de 2021. Ela foi censurada pelo Comitê Nacional Republicano (RNC) em fevereiro de 2022.
Em 2022, Cheney perdeu a renomeação nas primárias republicanas de Wyoming para Harriet Hageman [en], apoiada por Trump, em uma derrota esmagadora, obtendo apenas 28,9% dos votos. Cheney afirmou que pretende ser "a líder, uma das líderes, na luta para ajudar a restaurar" o Partido Republicano. Posteriormente, ela endossou Kamala Harris na eleição presidencial de 2024.

### Republicanos que deixaram o partido em oposição à administração Trump
Vários republicanos proeminentes deixaram o Partido Republicano em oposição às ações tomadas pela administração Trump:
- Joe Scarborough [en] (ex-representante e apresentador do programa Morning Joe da MSNBC);[151]
- George Will (colunista conservador);[152]
- Max Boot [en] (colunista conservador);[153]
- Richard Painter [en] (advogado de ética do governo Bush);[154]
- Steve Schmidt [en] (estrategista do Partido Republicano e ex-assessor sênior de George W. Bush);[155]
- Jennifer Rubin (autora do blog "Right Turn" para o The Washington Post);[156]
- Colin Powell (ex-Secretário de Estado dos Estados Unidos);[157]
- Joe Walsh (ex-representante e apresentador de rádio);[158]
- Wayne Gilchrest [en] (ex-representante).[159]

### Ex-membros da organização

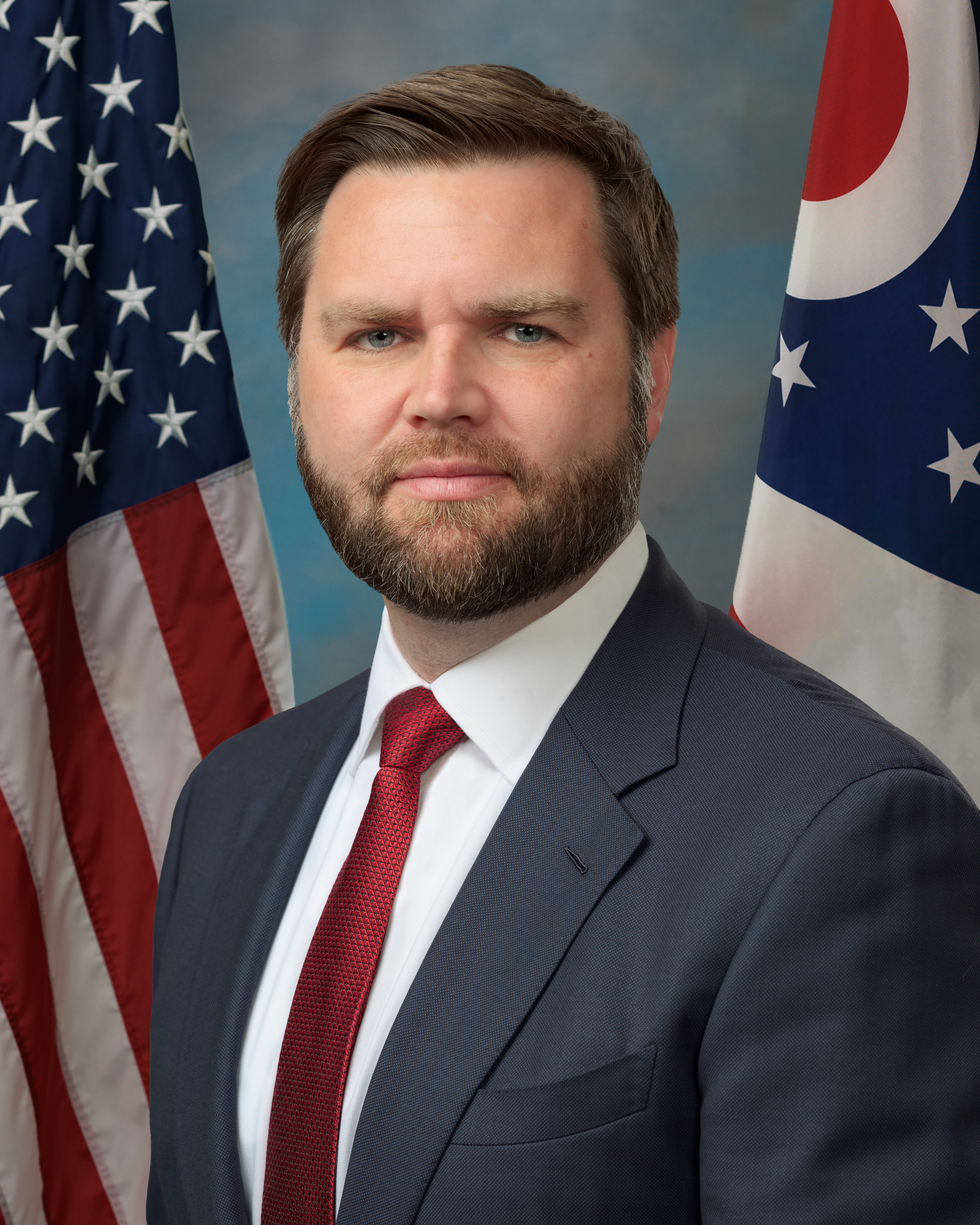
JD Vance, um republicano que já foi um crítico declarado de Donald Trump em 2016 e mais tarde se tornou seu vice-presidente em 2025

Vários republicanos proeminentes que inicialmente se opuseram a Trump, mas posteriormente se tornaram seus apoiadores, estão listados abaixo:
- JD Vance (ex-senador dos Estados Unidos por Ohio e atual vice-presidente de Trump). Em 2016, Vance se descreveu como um "cara Never Trump" e chamou Trump de "idiota", "repreensível" e "Hitler da América";[160][161] mas, em uma reunião com Trump em Mar-a-Lago em fevereiro de 2021, ele "aproveitou a oportunidade para se desculpar pessoalmente com Trump" por ter acreditado "em uma narrativa moldada pela mídia mainstream".[162]
- Bernie Moreno [en] (senador dos Estados Unidos por Ohio). Em 2016, Moreno descreveu Trump como um "lunático invadindo [o Partido Republicano]" e disse que não poderia apoiar um Partido Republicano liderado por "aquele maníaco".[163] Ele escreveu em um tweet que votou como candidato avulso em Marco Rubio na eleição presidencial de 2016.[164] Durante uma entrevista de rádio em 2019, Moreno disse: "Não há cenário em que eu apoiaria Trump." Em 2024, ele afirmou: "Eu carrego com honra meu endosso do presidente Trump."[165]
- Lindsey Graham (senador dos Estados Unidos pela Carolina do Sul). Conhecido por ser um republicano moderado, Graham admitiu publicamente ter votado contra Trump, o candidato republicano à presidência na eleição geral de 2016, e foi um dos "críticos mais ferozes e coloridos" de Trump durante aquele ciclo eleitoral, afirmando: "Eu acho ele (Trump) um excêntrico. Acho que ele é louco. Acho que ele não é apto para o cargo." Em 2017, Graham passou a reclamar que "o que me preocupa na imprensa americana é essa tentativa incessante de rotular o cara como algum tipo de excêntrico não apto para ser presidente".[166]

## Principles First
Entre as organizações de conservadores opositores a Trump está a "Principles First", que realizou cinco encontros anuais de "conservadores descontentes". Sua quinta conferência, realizada de 21 a 23 de fevereiro de 2025, em Washington, D.C., no JW Marriott, contou com 1.200 participantes, incluindo Heath Mayo, cofundador do grupo, o empreendedor Mark Cuban, o ex-congressista Adam Kinzinger [en], o ex-governador do Arkansas Asa Hutchinson e um político do Partido Democrata, o "centrista" Jared Polis, governador do Colorado.
A conferência se apresentou como uma alternativa à Conferência de Ação Política Conservadora (CPAC), mas também acolheu independentes políticos e "democratas de centro-esquerda sob uma bandeira compartilhada pró-democracia e anti-autoritária". No entanto, o evento não terminou com um "roteiro claro" para combater Trump, falhando em alcançar um consenso sobre se deveriam lutar "dentro das esferas republicanas, migrar para o Partido Democrata ou encontrar um caminho completamente diferente".
O "Cume", realizado um mês após Trump retornar ao poder, foi marcado por ser "invadido" por vários participantes condenados e perdoados do ataque ao Capitólio dos EUA em 2021, e pela evacuação da conferência em seu último dia após ameaças de morte anônimas contra alguns de seus palestrantes.
Os participantes não convidados do 6 de janeiro gritaram e insultaram quatro policiais bem conhecidos — Michael Fanone [en], Daniel Hodges [en], Harry Dunn [en] e Aquilino Gonell [en] — que defenderam o Capitólio em 6 de janeiro e estavam presentes na conferência. Entre os invasores estava o ex-líder dos Proud Boys, Enrique Tarrio, cuja sentença de 22 anos por atividades relacionadas ao 6 de janeiro foi perdoada pela administração Trump. Esse "assédio direcionado" por intrusos foi supostamente uma novidade para a conferência, mas o policial Fanone disse à multidão que isso era apenas um "pequeno gosto" do que tem sido sua vida nos últimos quatro anos desde a insurreição.
A conferência foi evacuada em seu último dia após uma ameaça de morte contra os palestrantes John Bolton, ex-conselheiro de segurança nacional, e o ex-policial de Washington, D.C., Michael Fanone, ambos críticos do presidente Trump. A ameaça, recebida por e-mail às 12h15 de domingo, 23 de fevereiro, mencionava a colocação de quatro bombas caseiras no local e citava Bolton, Fanone, a mãe de Fanone, o ex-governador de Nova Jersey Chris Christie, o ex-congressista Adam Kinzinger, o ex-vice-governador da Geórgia Geoff Duncan, o juiz federal aposentado J. Michael Luttig e o empresário Mark Cuban como alvos, todos críticos de Trump. Organizadores atribuíram inicialmente a ameaça a alguém se identificando como "Enrique T", mas Tarrio negou envolvimento e ameaçou processar por difamação. A segurança do hotel, a polícia metropolitana de Washington e seguranças privados evacuaram o andar do evento, que foi retomado cerca de duas horas depois, após a varredura do local.
Na administração Trump, o diretor de comunicações Steven Cheung [en] compartilhou, em sua conta governamental, um anúncio da Principles First que incluía fotos dos palestrantes destacados e um link para a programação, quatro dias antes da conferência, e o republicou posteriormente. O jornalista Tom Nichols especula que o post de Cheung, que chamava o evento de "Cuck Convention", pode ter sido direcionado a pessoas como Tarrio. Nichols cita o comentarista de Oriente Médio e Rússia Michael Weiss [en], que compara as ações do "golpista perdoado" Tarrio, intimidando opositores de Trump, ao padrão de capangas trabalhando em nome de líderes autoritários, como o ucraniano Viktor Yanukovych.